# 金沢村 (岩手県西磐井郡)
金沢村（かざわむら）は、昭和31年（1956年）まで岩手県西磐井郡にあった村。現在の一関市花泉町金沢にあたる。

## 沿革
- 明治22年（1889年）4月1日 - 町村制施行にともない、旧来の金沢村単独で村制施行。
- 昭和31年（1956年）9月30日 - 花泉町に編入。

## 行政
- 歴代村長

| 代     | 氏名         | 就任                       | 退任                       | 備考 |
| ------ | ------------ | -------------------------- | -------------------------- | ---- |
| 1      | 熊谷市兵衛   | 明治22年（1889年）5月14日  | 明治26年（1893年）5月13日  |      |
| 2〜3   | 熊谷彦太郎   | 明治26年（1893年）5月14日  | 明治31年（1898年）6月29日  |      |
| 4      | 菅原万右ェ門 | 明治31年（1898年）9月14日  | 明治33年（1900年）10月19日 |      |
| 5      | 菅原富治     | 明治33年（1900年）10月28日 | 明治35年（1902年）6月25日  |      |
| 6      | 似鳥英       | 明治35年（1902年）12月16日 | 明治38年（1905年）5月7日   |      |
| 7      | 菅原与兵衛   | 明治38年（1905年）6月27日  | 明治41年（1908年）4月24日  |      |
| 8      | 千葉富之進   | 明治42年（1909年）12月14日 | 大正2年（1913年）11月20日  |      |
| 9      | 鎌田馨蔵     | 大正3年（1914年）3月20日   | 大正3年（1914年）8月12日   |      |
| 10     | 菅原与兵衛   | 大正3年（1914年）8月13日   | 大正5年（1916年）6月13日   | 再任 |
| 11     | 新沼隆       | 大正5年（1916年）6月14日   | 大正6年（1917年）12月8日   |      |
| 12〜13 | 熊谷順作     | 大正6年（1917年）12月9日   | 大正12年（1923年）2月23日  |      |
| 14     | 高橋泰治     | 大正12年（1923年）2月24日  | 大正15年（1926年）2月24日  |      |
| 15     | 三浦淳吉     | 大正15年（1926年）3月5日   | 昭和9年（1934年）3月4日    |      |
| 16     | 佐藤米蔵     | 昭和9年（1934年）3月5日    | 昭和13年（1938年）3月4日   |      |
| 17     | 高橋運治郎   | 昭和13年（1938年）3月5日   | 昭和17年（1942年）3月4日   |      |
| 18     | 千葉武一     | 昭和17年（1942年）3月5日   | 昭和20年（1945年）3月4日   |      |
| 19     | 菅原文四郎   | 昭和20年（1945年）3月5日   | 昭和22年（1947年）4月20日  |      |
| 20     | 小野寺美樹   | 昭和22年（1947年）4月21日  | 昭和26年（1951年）4月20日  |      |
| 21     | 佐藤善治     | 昭和26年（1951年）4月25日  | 昭和30年（1955年）4月20日  |      |
| 22     | 石川登一     | 昭和30年（1955年）4月25日  | 昭和31年（1956年）9月29日  |      |